# German Darts Masters 2018
De German Darts Masters 2018 was de tweede editie van de German Darts Masters in de vorm van een World Series toernooi. Het toernooi was onderdeel van de World Series of Darts. Het toernooi werd gehouden op 25 mei 2018 in de Veltins-Arena, Gelsenkirchen. Het was op dat moment het PDC darttoernooi met het hoogste aantal toeschouwers aller tijden. Tevens werd het toernooi slechts op een dag gespeeld. Daardoor duurde het toernooi tot diep in de nacht. De Schot  Peter Wright was de titelverdediger, maar hij verloor in de halve finale van Mensur Suljovic. Dezelfde Suljovic won de tweede editie van het toernooi door in de finale met 8-2 te winnen van Dimitri van den Bergh.

## Deelnemers
Net als in elk World Series toernooi speelde ook hier 8 PDC Spelers tegen 8 darters uit het land/gebied waar het toernooi ook gehouden wordt. De deelnemers waren:
- Michael van Gerwen
- Peter Wright
- Rob Cross
- Gary Anderson
- Mensur Suljovic
- Raymond van Barneveld
- Jamie Lewis
- Dimitri van den Bergh
- Max Hopp
- Martin Schindler
- Gabriel Clemens
- Manfred Bilderl
- Stefan Stoyke
- Robert Marijanović
- Nico Kurz
- Dragutin Horvat